# Sasaite
La sasaite è un minerale.